# Miriagramo
El miriagramo es el primer múltiplo del kilogramo, y el cuarto del gramo. Dado que el múltiplo miria o myria no está reconocido por el SI, es más adecuado denominarlo centitonelada, y con este nombre se considera el segundo submúltiplo de la tonelada métrica.
El símbolo de la centitonelada es ct, mientras que el del miriagramo es mag (en letras minúsculas).

## Equivalencias
1 miriagramo o centitonelada es igual a:
- 10.000 g
- 1.000 dag
- 100 hg
- 10 kg
- 1 mag
- 0,1 q
- 0,01 t

El término "miriagramo" (mag) suele ser más utilizado que "centitonelada" (ct).